# O Feiticeiro da Montanha de Fogo
The Warlock of Firetop Mountain (O Feiticeiro da Montanha de Fogo em português) é o primeiro livro-jogo da coleção Fighting Fantasy (que no Brasil e em Portugal recebeu o nome de Aventuras Fantásticas),  escrito por Ian Livingstone e Steve Jackson e ilustrado por Russ Nicholson, publicado originalmente em 1982 pela Puffin Books, em 2002, foi republicado pela Wizard Books. Foi o segundo livro-jogo da série a ser publicado no Brasil pela editora Marques Saraiva e em Portugal pela Editorial Verbo, em 2006, a editora brasileira Caladwin Editora publicou uma adaptação para RPG usando o Sistema d20.

## História
A trama se passa no interior da Montanha do Topo de Fogo, localizada no continente de Allansia, no mundo ficcional de Titan. O leitor assume o papel de um aventureiro que percorre as cavernas e túneis da montanha em busca do fabuloso tesouro do mago Zagor que, segundo dizem, fica trancado dentro de uma arca com duas fechaduras (mais tarde o herói descobre que, na verdade, são três fechaduras). O protagonista deve derrotar os goblins que servem Zagor, encontrar o caminho através do labirinto de túneis, derrotar o dragão de estimação do feiticeiro e, por fim, encarar o próprio mago em um duelo final. Nesse meio tempo, o herói também deve se dedicar a encontrar as chaves para as três fechaduras, escondidas no labirinto.

## Sequências
O título teve duas sequências escritas por Ian Livingstone. O primeiro, Return to Firetop Mountain (o título 50 na série) foi publicado em 1992 para comemorar o 10º aniversário da franquia. A segunda sequência, Legend of Zagor, (o título 54 na série) diferia da jogabilidade tradicional em que o jogador pode escolher uma das quatro personagens. Livingstone e Carl Sargent também escreveram The Zagor Chronicles, uma série de quatro romances publicados entre 1993-1994. O bruxo Zagor também apareceu no primeiro romance da série The Trolltooth Wars escrita por Steve Jackson.

## Em outras mídias
Um jogo de tabuleiro criado por Steve Jackson foi lançado em 1986 pela Games Workshop. Baseado no livro, os jogadores devem percorrer um labirinto e vencer monstros em uma tentativa de ser o primeiro a abrir o baú do tesouro do Feiticeiro.
Um jogo para ZX Spectrum baseado no livro foi lançado pela Crystal Computing em 1984. 
Jamie Wallis adaptou o livro-jogo como aventura de RPG usando o sistema d20, sendo portanto, compatível com a terceira edição de Dungeons & Dragons. A aventura foi publicada pela Myriador em 2003, e reeditada em 2008 pela Greywood Publishing em formato pdf.

Em 2009, a Big Blue Bubble lançado um RPG eletrônico de ação para Nintendo DS com o título  Fighting Fantasy: The Warlock of Firetop Mountain. Em 2010, uma versão do título foi lançada para o iPhone e iPad. Em 10 de fevereiro de 2011 uma edição  do título para Kindle foi lançado pela desenvolvedora britânica, Worldweaver Ltd e em setembro de 2011 uma versão para PSP e PlayStation 3 foi anunciada por outra desenvolvedora britânica, a Laughing Jackal.